# Lawarde-Mauger-l'Hortoy
Lawarde-Mauger-l'Hortoy é uma comuna francesa na região administrativa de Altos da França, no departamento de Somme. Estende-se por uma área de 9,32 km². Em 2010 a comuna tinha 168 habitantes (densidade: 18 hab./km²).